# Fulda, Minnesota
Fulda là một thành phố thuộc quận Murray, tiểu bang Minnesota, Hoa Kỳ. Năm 2010, dân số của thành phố này là 1318 người.

## Dân số
- Dân số năm 2000: 1283 người.
- Dân số năm 2010: 1318 người.